# Letnie Grand Prix w kombinacji norweskiej 2020
Letnie Grand Prix w kombinacji norweskiej 2020 – dwudziesta trzecia edycja cyklu Letniej Grand Prix w kombinacji norweskiej. Sezon składać się miał z 4 zawodów indywidualnych. Rywalizacja miała rozpocząć się 19 września w austriackim Tschagguns, a zakończyć 26 września w Oberstdorfie. Tytułu sprzed roku miał bronić Franz-Josef Rehrl z Austrii. 24 lipca 2020 roku FIS odwołało cykl

## Kalendarz
| Lp | Data             | Miejscowość | Konkurencja           | 1. miejsce | 2. miejsce | 3. miejsce |
| -- | ---------------- | ----------- | --------------------- | ---------- | ---------- | ---------- |
| 1. | 19 września 2020 | Tschagguns  | Gundersen HS108/10 km | Odwołano   | Odwołano   | Odwołano   |
| 2. | 20 września 2020 | Tschagguns  | Gundersen HS108/10 km | Odwołano   | Odwołano   | Odwołano   |
| 3. | 25 września 2020 | Oberstdorf  | Gundersen HS106/10 km | Odwołano   | Odwołano   | Odwołano   |
| 4. | 26 września 2020 | Oberstdorf  | Gundersen HS137/10 km | Odwołano   | Odwołano   | Odwołano   |